# Демирадж, Шабан
Шабан Демирай (Shaban Demiraj) (01.01.1921-30.08.2014) — албанский лингвист, профессор Тиранского университета (1972—1990), академик (1989), председатель Албанской академии наук (1993—1997).
Родился 1 января 1921 года в г. Влёра.
Окончил медресе в Тиране (1939), отделение албанского языка и литературы педагогического училища (1946—1948) и Высший педагогический институт (1954—1955).
В 1948—1954 гг. учитель албанского языка и литературы в школах Гирокастры и Тираны. С 1955 г. лектор Высшего педагогического института. С 1961 г. доцент, в 1972—1990 гг. профессор Тиранского университета, в 1962—1989 гг. зав. кафедрой албанского языка.
Сферы научных интересов:
- морфология современного албанского языка;
- албанская историческая грамматика;
- история албанской литературы 18-19-го веков;
- балканская лингвистика.

Перевёл на албанский язык роман Джека Лондона «Мартин Иден» (1959).
В 1972 году был членом организационного комитета Орфографического конгресса, который стандартизировал правила орфографии албанского языка.
Академик (1989), председатель Албанской академии наук (1993—1997). Лауреат трёх академических премий.
Умер после продолжительной болезни 30 августа 2014 года.
Автор книги о происхождении албанцев:
- The Origin of the Albanians: Linguistically Investigated. Academy of Sciences of Albania, 2006 — Всего страниц: 235.

Сын — Бардил Демирай (Bardhyl Demiraj) (р. 1958) — как и отец, учёный-лингвист.
Сочинения:
- Gramatikë historike e gjuhës shqipe. Shtëpia Botuese «8 Nëntori», 1986 — Всего страниц: 1167.
- Historische Grammatik der albanischen Sprache, Том 2;Том 34. Verlag der Österreichischen Akademie der Wissenschaften, 1993 — Всего страниц: 367.
- Historia e gjuhës së shkruar shqipe. Universiteti; Enti i teksteve dhe i mjeteve mësimore i Krahinës Socialiste Autonome të Kosovës, 1970 — Всего страниц: 88.
- La lingua albanese — origine, storia, strutture. Rende: Centro Editoriale e Librario, Università degli Studi della Calabria, 1997.
- Балканска лингвистика. Логос-А, 1994 — Всего страниц: 294.